# Selma (Carolina del Nord)
Selma és una població dels Estats Units a l'estat de Carolina del Nord. Segons el cens del 2007 tenia 7.008 habitants.

## Demografia
Segons el cens del 2000, Selma tenia 5.914 habitants, 2.254 habitatges i 1.480 famílies. La densitat de població era de 706,9 habitants per km².
Dels 2.254 habitatges en un 31,9% hi vivien nens de menys de 18 anys, en un 38,1% hi vivien parelles casades, en un 21,3% dones solteres, i en un 34,3% no eren unitats familiars. En el 28,7% dels habitatges hi vivien persones soles l'11,8% de les quals corresponia a persones de 65 anys o més que vivien soles. El nombre mitjà de persones vivint en cada habitatge era de 2,61 i el nombre mitjà de persones que vivien en cada família era de 3,17.
Per edats la població es repartia de la següent manera: un 27,9% tenia menys de 18 anys, un 11,6% entre 18 i 24, un 28,6% entre 25 i 44, un 20,4% de 45 a 60 i un 11,5% 65 anys o més.
L'edat mediana era de 31 anys. Per cada 100 dones de 18 o més anys hi havia 88,8 homes.
La renda mediana per habitatge era de 87.555.987 $ i la renda mediana per família de 32.430 $. Els homes tenien una renda mediana de 26.886 $ mentre que les dones 21.453 $. La renda per capita de la població era de 12.101 $. Entorn del 23,1% de les famílies i el 30% de la població estaven per davall del llindar de pobresa.

## Poblacions més properes
El següent diagrama mostra les poblacions més properes.